# Cicindela sylvicola
Cicindela sylvicola là một loài bọ cánh cứng thuộc họ Carabidae đặc hữu của châu Âu, where nó có thể được tìm thấy ở Áo, Bỉ, Bosna và Hercegovina, Bulgaria, Croatia, Cộng hòa Séc, Chính quốc Pháp, Đức, Hungary, Chính quốc Ý, Luxembourg, Cộng hòa Macedonia, Moldova, Ba Lan, România, miền nam Nga, Slovenia, Thụy Sĩ, Ukraina và Nam Tư.

## Hình ảnh

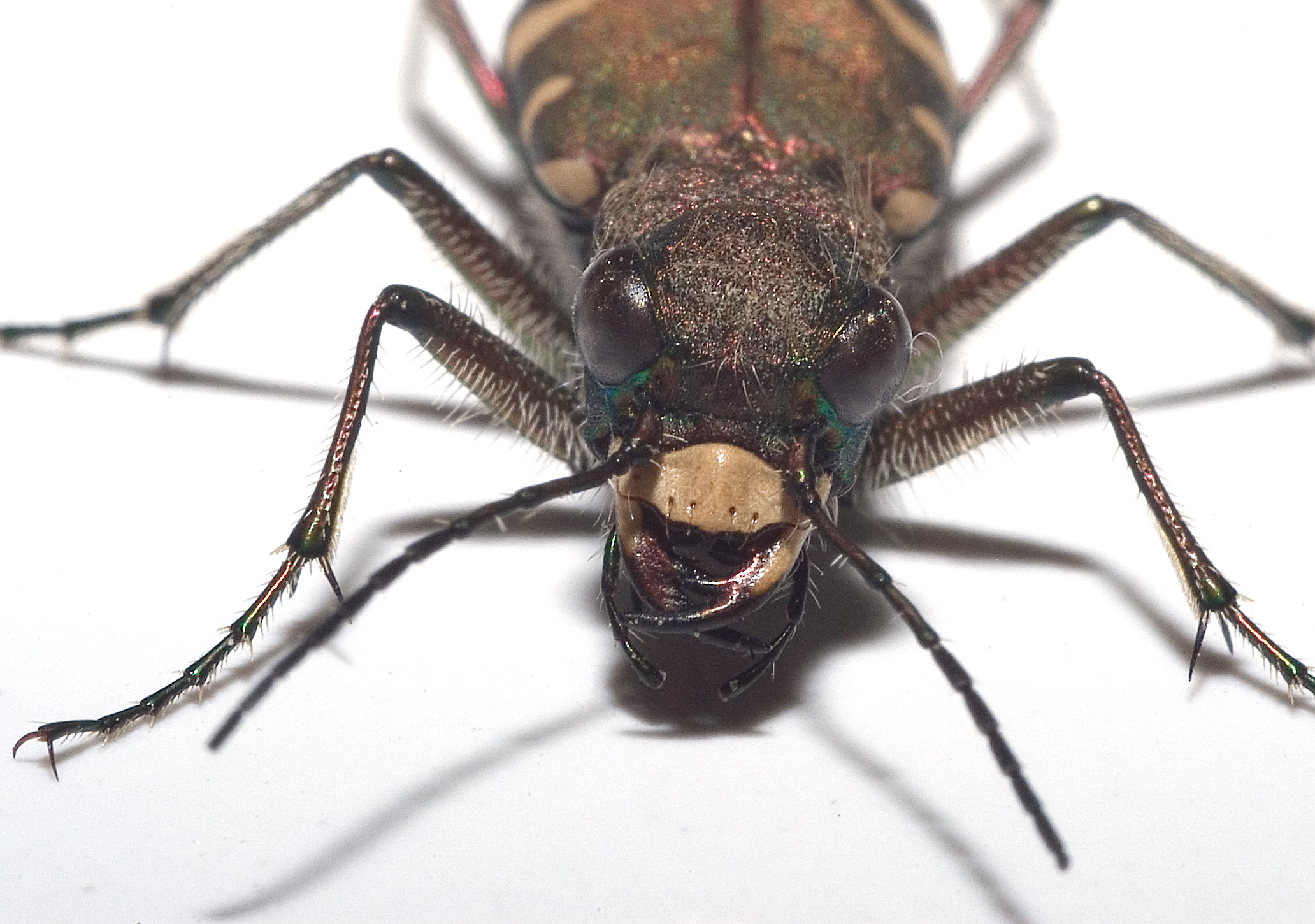
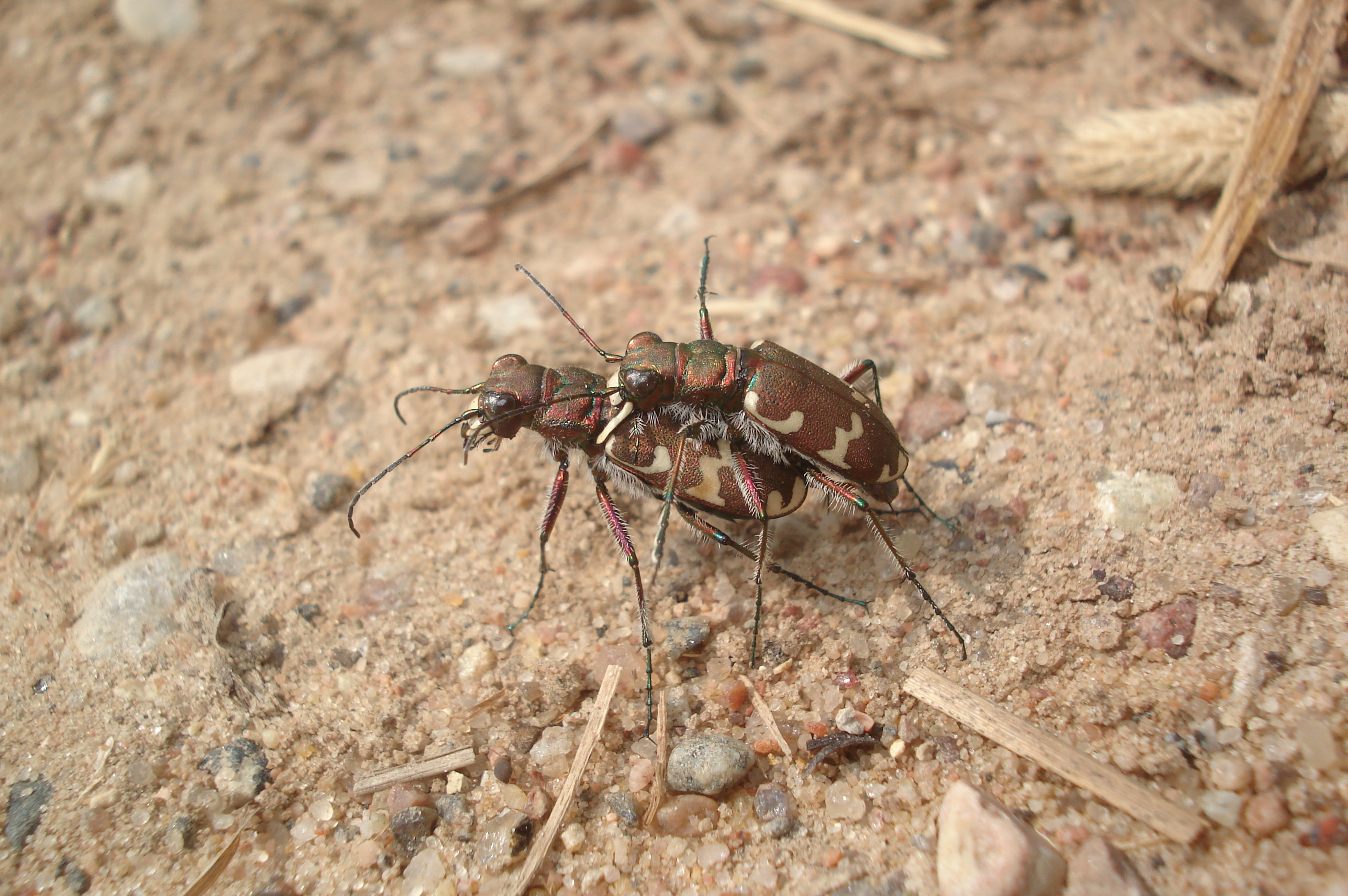
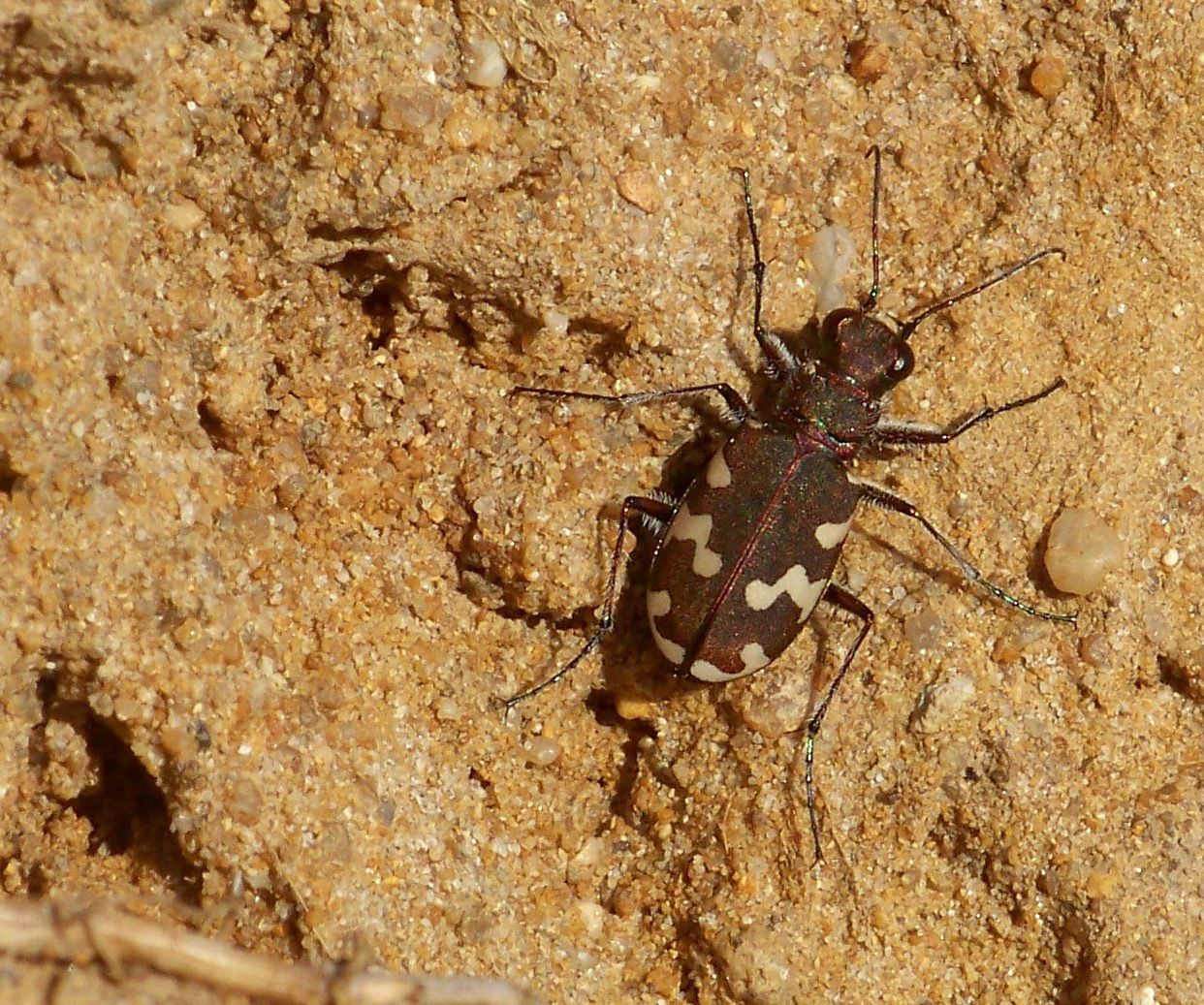
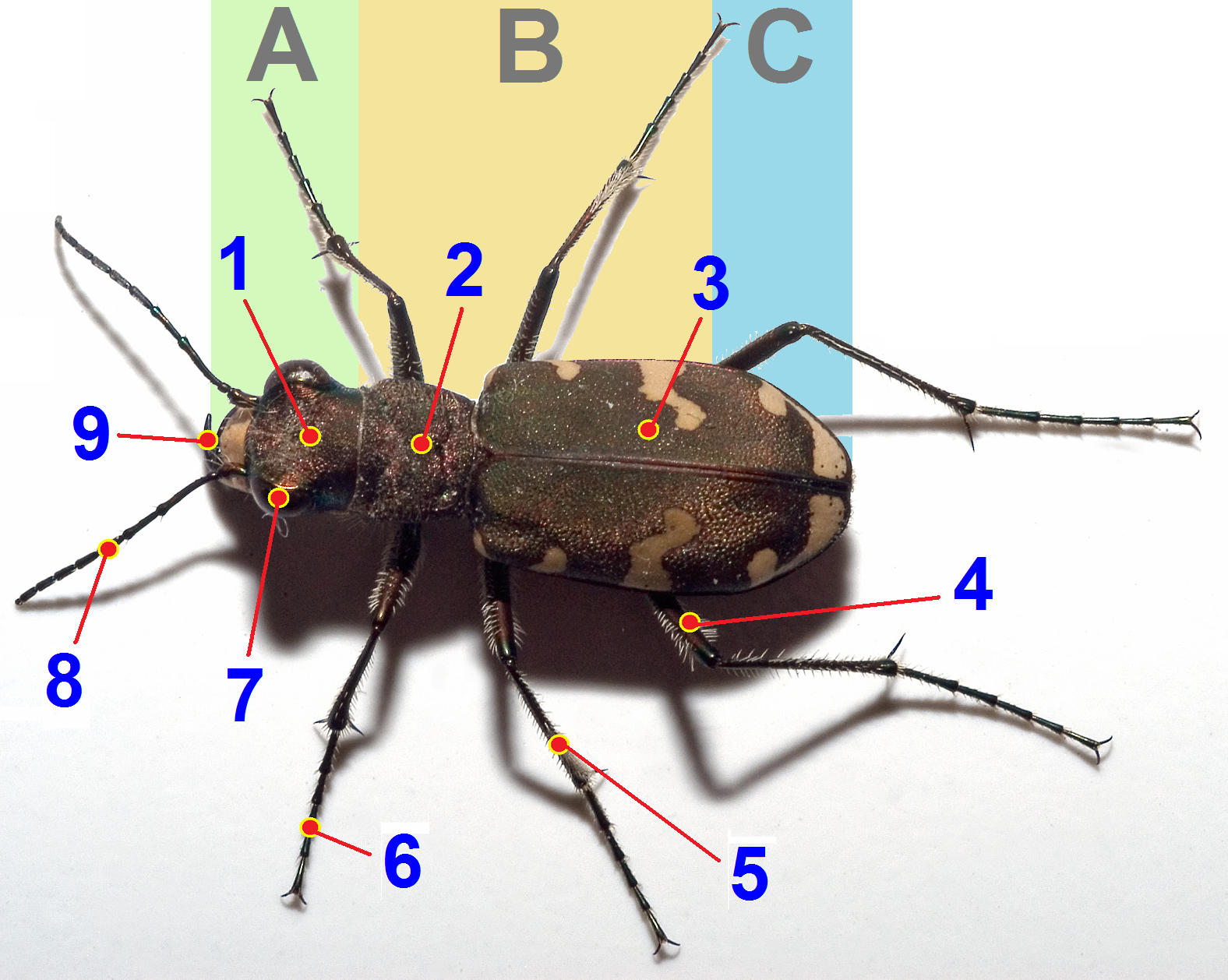